# Prefectura de Jotán
Jotán (en uigur: خوتەن ۋىلايىتى, romanizado: Hoten wilayiti, en chino, 和田地区; pinyin, Hétián Dìqū) es una prefectura de la región autónoma de Sinkiang, al noroeste de la República Popular China. Su área es de 248 059 km² (33% montaña, 63% desierto) y su población total para 2010 superó los 2,5 millones de habitantes (96% uigur y 3,5% han).
La prefectura mide de norte a sur 600 km y 670 km de oeste a este con 264 km de fronteras. Hay 36 ríos entre grandes y pequeños, el río Karakash es el mayor, más de 7,3 millones de metros cúbicos de escurrimiento anual.

## Administración
la prefectura de Jotán está conformada de 8 localidades que se administran en 1 ciudad suburbana y 7 condados rurales.
|   |                  |            |              |                  |                   |                  |            |                 |  |
| # | Nombre           | Caracteres | Pinyin       | Uigur (árabe)    | Transliteración   | Población (2003) | Área (km²) | Densidad (/km²) |  |
| 1 | Ciudad Jotán     | 和田市     | Hétián Shì   | خوتەن شەھىرى     | Hoten Shehiri     | 270,000          | 466        | 579             |  |
| 2 | Condado de Jotán | 和田县     | Hétián Xiàn  | خوتەن ناھىيىسى   | Hoten Nahiyisi    | 280,000          | 41,403     | 7               |  |
| 3 | Condado Karakax  | 墨玉县     | Mòyù Xiàn    | قاراقاش ناھىيىسى | Qaraqash Nahiyisi | 440,000          | 25,789     | 17              |  |
| 4 | Condado Pishan   | 皮山县     | Píshān Xiàn  | گۇما ناھىيىسى    | Guma Nahiyisi     | 230,000          | 39,742     | 6               |  |
| 5 | Condado Lop      | 洛浦县     | Luòpǔ Xiàn   | لوپ ناھىيىسى     | Lop Nahiyisi      | 240,000          | 14,314     | 17              |  |
| 6 | Condado Qira     | 策勒县     | Cèlè Xiàn    | چىرا ناھىيىسى    | Chira Nahiyisi    | 140,000          | 31,688     | 4               |  |
| 7 | Condado Keriya   | 于田县     | Yútián Xiàn  | كېرىيە ناھىيىسى  | Kériye Nahiyisi   | 220,000          | 39,095     | 6               |  |
| 8 | Condado Minfeng  | 民丰县     | Mínfēng Xiàn | نىيە ناھىيىسى    | Niye Nahiyisi     | 30,000           | 56,760     | 1               |  |